# بيبيلو
خوسيه لويس جارسيا فايا (بالإسبانية: José Luis García Vayá) (من مواليد 11 أغسطس 1998)، المعروف باسم بيبيلو، هو لاعب كرة قدم إسباني محترف يلعب كلاعب خط وسط لنادي فالنسيا في الدوري الإسباني.

## مسيرته الكروية

### ليفانتي

#### السنوات المبكرة
وُلِد بيبيلو في دانية، لقنت، منطقة بلنسية، وانضم إلى فريق الشباب في ليفانتي في عام 2012، بعد أن بدأ في بدانية. في 24 يونيو 2014، بينما كان لا يزال شابًا، جدد عقده حتى عام 2021، وشارك لأول مرة مع الفريق الاحتياطي في 7 سبتمبر، حيث دخل كبديل في الشوط الأول في مباراة انتهت بالتعادل 1–1 على أرضه ضد كاستييون في دوري الدرجة الثالثة.
ساعد بيبيلو فريق ب في صعوده إلى دوري الدرجة الثانية ب في نهاية الموسم، وسجل هدفه الأول مع الفريق الأول في 30 أغسطس 2015، محرزًا الهدف الثاني لفريقه في فوز 2–0 على أرضه على يوسيتنسي. في 15 ديسمبر، ظهر لأول مرة مع الفريق الأول بعد استبدال خوان فرانسيسكو غارسيا في الخسارة 2–1 خارج أرضه في كأس ملك إسبانيا أمام إسبانيول.

#### الإعارة إلى إيركوليس
في أغسطس 2017، بعد هبوط فريق ليفانتي ب [الإنجليزية] إلى الدرجة الرابعة، تم إعارة بيبيلو إلى إيركوليس في الدرجة الثالثة، لموسم واحد. وكان لاعبًا أساسيًا منتظمًا، وساهم بـ 32 مباراة بشكل عام خلال الموسم.

#### الإعارة إلى تونديلا
عند عودته من الإعارة، كان بيبيلو لاعبًا أساسيًا منتظمًا لفريق ب في الدرجة الثالثة أيضًا، وسجل أفضل ستة أهداف في مسيرته خلال موسم 2018–19. في 26 يوليو 2019، انتقل إلى الخارج لأول مرة في مسيرته بعد موافقته على صفقة إعارة لمدة عام واحد مع فريق تونديلا في الدوري البرتغالي الممتاز.
سجل بيبيلو هدفه الاحترافي الأول في 7 ديسمبر 2019، حيث سجل الهدف الافتتاحي في فوز 3–2 خارج أرضه على فاماليساو. في 26 يوليو التالي، أنقذ النادي من الهبوط بركلة جزاء متأخرة فائزة 2–1 على موريرينسي في اليوم الأخير.

#### الإعارة إلى فيتوريا غيماريش
في 8 سبتمبر 2020، بقي بيبيلو في البرتغال لموسم آخر، بعد موافقته على صفقة إعارة لمدة عام واحد مع فيتوريا غيماريش. وكان أيضًا الخيار الأول للنادي، حيث فاتتهم فرصة الحصول على مكان قاري بصعوبة.

#### سطوع نجمه
عند عودته إلى ليفانتي في يوليو 2021، ظهر بيبيلو لأول مرة في الدوري الإسباني في 11 سبتمبر، ليحل محل بابلو مارتينيز في وقت متأخر من مباراة التعادل 1–1 على أرضه ضد رايو فايكانو. أثبت نفسه كلاعب أساسي منتظم للفريق تحت قيادة المدير أليسيو ليسكي، لكنه لم يتمكن من منع هبوط النادي إلى الدرجة الثانية.
في يونيو 2022، وقع بيبيلو عقدًا جديدًا مدته عشر سنوات مع ليفانتي حتى صيف عام 2032. سجل هدفه الأول للنادي في 29 أبريل 2023، مسجلاً هدف الافتتاح في فوز 2–0 على أرضه على ديبورتيفو ألافيس.

### فالنسيا
في 8 يوليو 2023، انتقل بيبيلو إلى منافسه في المدينة نادي فالنسيا مقابل 5 ملايين يورو. وقع اللاعب عقدًا لمدة خمس سنوات، مع شرط جزائي بقيمة 100 مليون يورو.

## مسيرته الدولية
بعد تمثيل إسبانيا في مستويات تحت 17 سنة وتحت 18 سنة وتحت 19 سنة وتحت 20 سنة وتحت 21 سنة، تلقى بيبيلو أول استدعاء له للمنتخب الكامل في 2 سبتمبر 2024، لمباراتين في دوري الأمم الأوروبية 2024–25 ضد صربيا وسويسرا.

## الإحصائيات

### النادي
آخر تحديث 17 أغسطس 2024. 
| النادي                  | الموسم   | الدوري                           | الدوري | الدوري  | الكأس الوطني | الكأس الوطني | كأس الدوري | كأس الدوري | قاري   | قاري    | أخرى   | أخرى    | المجموع | المجموع |
| النادي                  | الموسم   | الدرجة                           | الظهور | الأهداف | الظهور       | الأهداف      | الظهور     | الأهداف    | الظهور | الأهداف | الظهور | الأهداف | الظهور  | الأهداف |
| ----------------------- | -------- | -------------------------------- | ------ | ------- | ------------ | ------------ | ---------- | ---------- | ------ | ------- | ------ | ------- | ------- | ------- |
| ليفانتي ب [الإنجليزية]  | 2015–16  | الدوري الإسباني الدرجة الثانية ب | 30     | 4       | —            | —            | —          | —          | —      | —       | —      | —       | 30      | 4       |
| ليفانتي ب [الإنجليزية]  | 2016–17  | الدوري الإسباني الدرجة الثانية ب | 29     | 4       | —            | —            | —          | —          | —      | —       | 2      | 0       | 31      | 4       |
| ليفانتي ب [الإنجليزية]  | 2018–19  | الدوري الإسباني الدرجة الثانية ب | 31     | 6       | —            | —            | —          | —          | —      | —       | —      | —       | 31      | 6       |
| ليفانتي ب [الإنجليزية]  | المجموع  | المجموع                          | 90     | 14      | —            | —            | —          | —          | —      | —       | 2      | 0       | 92      | 14      |
| ليفانتي                 | 2015–16  | الدوري الإسباني                  | 0      | 0       | 1            | 0            | —          | —          | —      | —       | —      | —       | 1       | 0       |
| ليفانتي                 | 2021–22  | الدوري الإسباني                  | 29     | 0       | 1            | 0            | —          | —          | —      | —       | —      | —       | 30      | 0       |
| ليفانتي                 | 2022–23  | الدوري الإسباني الدرجة الثانية   | 43     | 1       | 4            | 0            | —          | —          | —      | —       | —      | —       | 47      | 1       |
| ليفانتي                 | المجموع  | المجموع                          | 72     | 1       | 6            | 0            | —          | —          | —      | —       | —      | —       | 78      | 1       |
| إيركوليس (إعارة)        | 2017–18  | الدوري الإسباني الدرجة الثانية ب | 30     | 0       | 2            | 0            | —          | —          | —      | —       | —      | —       | 32      | 0       |
| تونديلا (إعارة)         | 2019–20  | الدوري البرتغالي الممتاز         | 33     | 2       | 0            | 0            | 1          | 0          | —      | —       | —      | —       | 34      | 2       |
| فيتوريا غيماريش (إعارة) | 2020–21  | الدوري البرتغالي الممتاز         | 30     | 1       | 2            | 0            | 1          | 0          | —      | —       | —      | —       | 33      | 1       |
| فالنسيا                 | 2023–24  | الدوري الإسباني                  | 37     | 7       | 2            | 1            | —          | —          | —      | —       | —      | —       | 39      | 8       |
| فالنسيا                 | 2024–25  | الدوري الإسباني                  | 1      | 0       | 0            | 0            | —          | —          | —      | —       | —      | —       | 1       | 0       |
| فالنسيا                 | المجموع  | المجموع                          | 38     | 7       | 2            | 1            | —          | —          | —      | —       | —      | —       | 40      | 8       |
| الإجمالي                | الإجمالي | الإجمالي                         | 293    | 25      | 12           | 1            | 2          | 0          | —      | —       | 2      | 0       | 309     | 26      |

1. ↑  تشمل كأس الملك (إسبانيا) وكأس البرتغال
2. ↑  تشمل كأس الدوري البرتغالي
3. ↑  المشاركات في تصفيات الهبوط لدوري الدرجة الثانية ب

## وصلات خارجية
لا توجد روابط لمواقع التواصل الاجتماعي.

- بيبيلو على موقع الاتحاد الأوربي (الإنجليزية)
- بيبيلو على موقع قاعدة بيانات كرة القدم.إي يو (الإنجليزية)
- بيبيلو على موقع Soccerway.com (الإنجليزية)
- بيبيلو على موقع عالم كرة القدم.نت (الإنجليزية)
- بيبيلو على موقع AS.com (الإسبانية)